# Drosophila orientacea
Drosophila orientacea är en tvåvingeart som beskrevs av Grimaldi, James och Jaenike 1992. Drosophila orientacea ingår i släktet Drosophila och familjen daggflugor.
Artens utbredningsområde är Japan.